# Pánico de 1893

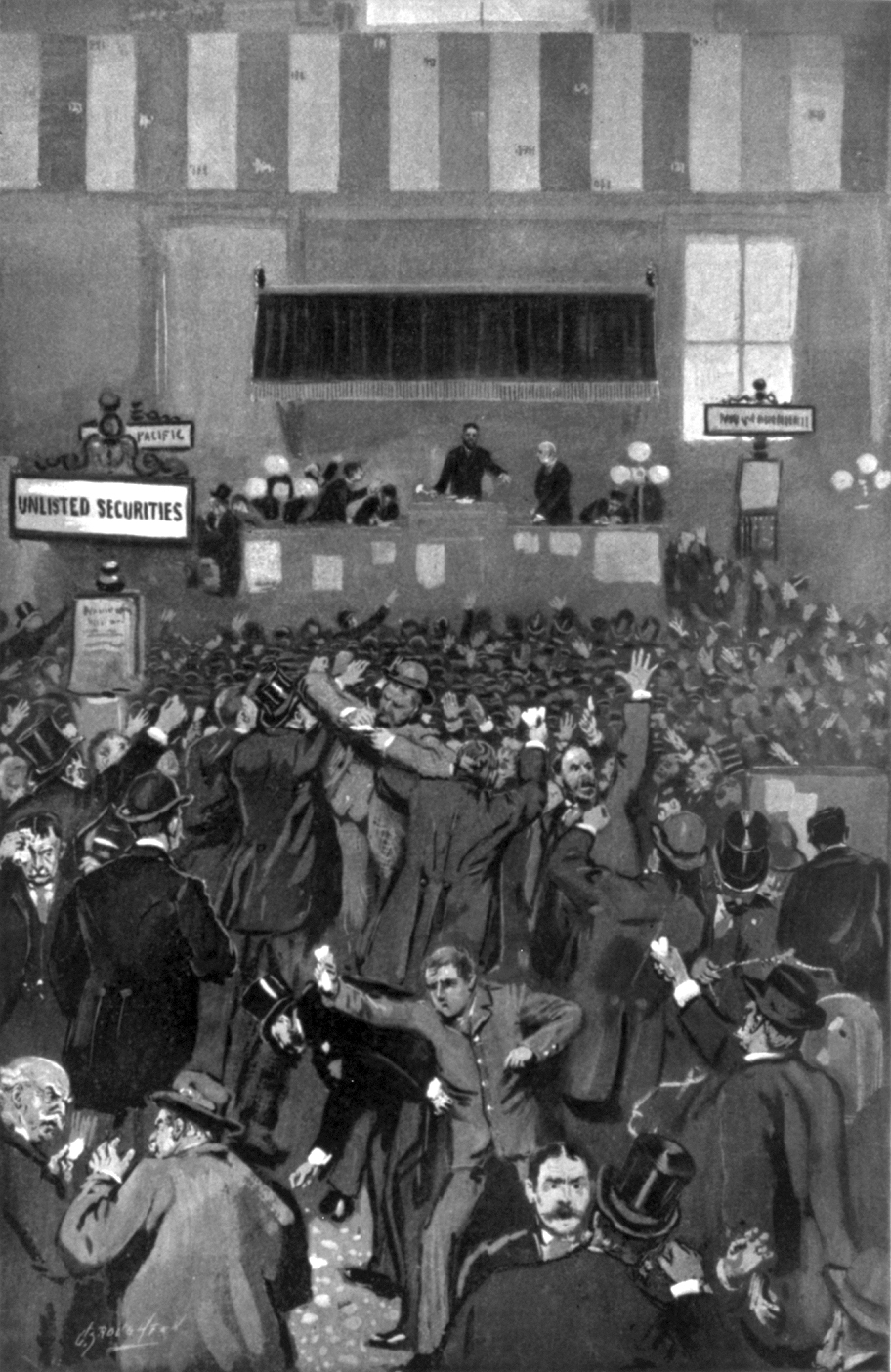
Dibujo de Frank Leslie de los corredores de bolsa en pánico el 9 de mayo de 1893.

El pánico de 1893 fue una depresión económica en los Estados Unidos que empezó en 1893 y concluyó en 1897. Afectó de manera profunda a todos los sectores de la economía y produjo una agitación política que condujo al realineamiento político de 1896 y a la presidencia de William McKinley.

## Contexto
Entre 1870 y 1890, el número de granjas en los Estados Unidos aumentó en casi un 80 %. El valor estimado de todas estas propiedades ha crecido alrededor de un 75% (vea: Edad Dorada).
Esta expansión de la actividad agrícola sólo fue posible gracias a una expansión del crédito agrícola. Se estima que tierras agrícolas en el Estado de Kansas fueron ofrecidas como garantía para préstamos (hipotecas) por montos equivalentes al 45% de su valor real. Situaciones similares ocurrieron en otros estados, como: Dakota del Sur (46%), Minnesota (44%), Montana (41%) y Colorado (34%).
Entre 1870 y 1890, la producción de trigo, maíz y algodón creció alrededor del 100%, porcentaje superior al aumento de la población, que fue aproximadamente: 66%. Esto creó una tendencia a la baja en los precios, que sólo podía revertirse con un aumento de las exportaciones.
Pero esto no resultó ser muy viable, ya que la competencia por los mercados mundiales era feroz: Egipto e India surgieron como fuentes rivales en el mercado del algodón, mientras que otros productores incrementaron la exportación de cereales.
Esta situación provocó una caída en el precio de los productos agrícolas en los Estados Unidos. Así, entre 1870 y 1890, el precio del maíz cayó alrededor de un 11%. Una situación más grave se presentó con el trigo (-40%) y el algodón (-49%).
En 1889, el precio del maíz en el estado de Kansas se cotizó en aproximadamente la mitad del costo estimado de producción.
Algunos agricultores, que necesitaban de dinero para pagar deudas, intentaron aumentar los ingresos aumentando la producción de productos cuya sobreproducción ya había provocado el colapso de los precios, lo que redujo aún más los ingresos agrícolas.
Se estima que entre 1879 y 1883 se construyeron un promedio de ocho mil millas de vías férreas por año. Estas construcciones incrementaron la demanda de: madera, carbón, hierro y acero.
Entre 1870 y 1890, el aumento de la producción industrial fue del orden del 296%. Esto se reflejó en una creciente independencia de las importaciones europeas y un aumento en la exportación de productos industrializados de los Estados Unidos.
El valor de la producción industrial estadounidense ya era más de la mitad del valor de la producción industrial europea y el doble de la producción industrial de Gran Bretaña.

## Causas estructurales
Hubo varias causas estructurales que ayudaron a desencadenar el pánico financiero de 1893, que incluyen:
1. política monetaria subordinada al patrón oro;
2. la caída de los precios de los productos agrícolas, que hizo que las deudas contraídas recientemente para la expansión de la actividad agrícola se convirtieran en una carga insoportable, provocando una reducción del consumo de productos manufacturados por parte de los productores agrícolas (el consumo de equipos agrícolas comenzó a caer desde 1891);
3. subconsumo (la economía producía bienes y servicios a un ritmo superior al que consumía la sociedad, lo que generaba una acumulación de inventarios que hacía que las empresas redujeran la producción, dicha reducción generaba más desempleo, lo que a su vez agravaba aún más el problema del subconsumo);
4. el mayor ritmo de ejecuciones hipotecarias agrícolas generó una contracción del crédito agrícola;
5. reducción del índice de confianza de los agentes económicos, reduciendo el consumo y las nuevas inversiones;
6. a principios de la última década del siglo XIX, a pesar de una balanza comercial positiva, Estados Unidos tenía una balanza de pagos negativa.
7. Paradójicamente, en 1892, poco antes del Pánico Financiero de 1893, hubo una mejora en los indicadores económicos, lo que podría significar que se había superado una situación de crisis.

El ritmo de la construcción civil alcanzó su punto máximo en abril de 1892, luego comenzó un declive que solo se revertiría a principios del siglo XX, cuando el ritmo de la construcción civil se recuperó nuevamente.
Otros sectores de la economía también mostraron signos de debilidad a medida que se acercaba marzo de 1893, cuando Grover Cleveland asumió el cargo de presidente de los Estados Unidos.

### Vías férreas
En los años posteriores a la guerra civil estadounidense (1861-1865), ocurrió en los Estados Unidos una: "orgía de construcción de vías férreas". Durante la década de 1880, se construyeron 71 000 millas de vías férreas, casi el doble de lo que existía antes de principios de la década de 1880.
En las décadas de 1870 y 1880, la expansión ferroviaria representó entre el 15 y el 20 por ciento de la inversión nacional total (en la década de 1880, el 90 por ciento de la producción de acero laminado de EE. UU. se destinó a la producción ferroviaria). En 1887, se construyeron 12 984 millas de nuevas vías férreas, mientras tanto en los años siguientes, este índice se redujo drásticamente.
Esta caída en la inversión se produjo porque: las escasas ganancias y los bajos rendimientos para los inversores (en 1892, solo el 44% de las acciones ferroviarias en circulación devolvían dividendos, aunque el doble de esa proporción de bonos pagaba intereses) indicaban que una mayor expansión de los ferrocarriles daría como resultado un grado menor de retorno de la inversión
La reducción en el ritmo de construcción del ferrocarril también condujo a una reducción en la demanda de varios productos.
El auge terminó con una quiebra en 1894, cuando aproximadamente una cuarta parte de todos los ferrocarriles quebraron.

## Causas externas
La situación económica internacional también contribuyó al Pánico de 1893, dado que, en ese momento, también había una depresión económica en Europa.
La rigurosidad monetaria fue una de las causas básicas de los tiempos económicos difíciles. Debido a que las especies (oro y plata) se consideraban como el único dinero real, cuando las personas veían el futuro con dudas, acumulaban metales y rechazaban el papel.
La disponibilidad de metales era limitada, por lo que cuanto más prevalecían los tiempos difíciles, más difícil era para cualquiera obtener metales.
Además de la rigurosidad monetaria, el colapso de importantes inversiones en Australia, Sudáfrica y Argentina; y una fuerte caída de los precios marcó el advenimiento de una severa contracción.
La gran casa bancaria de Baring and Brothers, sorprendida con una tenencia excesiva de valores argentinos en un mercado a la baja, conmocionó al mundo financiero al suspender sus operaciones el 20 de noviembre de 1890.
Un año después de la crisis, el estancamiento comercial se había apoderado de la mayor parte de Europa. La contracción fue severa y de larga duración. En Inglaterra muchos índices cayeron al 80 por ciento de su capacidad; los precios al por mayor en general disminuyeron casi un 6 por ciento en dos años y habían disminuido un 15 por ciento en 1894.
Un índice de los precios de los principales productos industriales disminuyó casi tanto. En Alemania, la contracción duró tres veces más que el promedio del período 1879-1902. No fue hasta mediados de 1895 que Europa comenzó a revivir. La prosperidad plena volvió un año o más después.
El pánico en el Reino Unido y la caída del comercio en Europa tuvieron graves repercusiones en los Estados Unidos. El resultado inmediato estuvo cerca del pánico en la ciudad de Nueva York, el centro financiero de la nación, cuando los inversionistas británicos vendieron sus acciones estadounidenses para obtener fondos.
La inquietud se extendió por todo el país, fomentada por la caída de los precios de las acciones, la rigurosidad monetaria y un aumento de las quiebras comerciales. Los pasivos de las empresas fallidas durante el último trimestre de 1890 fueron el doble de los del trimestre anterior. Solo las exportaciones normales de granos de fin de año, destinadas en gran parte a Inglaterra, evitaron una salida de oro.
Las circunstancias se moderaron durante los primeros meses de 1891, aunque el oro fluyó hacia Europa y las quiebras comerciales siguieron siendo altas. El crédito disminuyó, aunque lentamente: en respuesta a las súplicas de alivio, el tesoro federal comenzó el rescate prematuro de los bonos del gobierno para poner más dinero en circulación, y el fin del comercio de cosechas redujo la demanda de crédito.
El comercio se aceleró en la primavera. Quizás la anticipación de un comercio dinámico durante la temporada de cosecha estimuló la reactivación de la inversión y los negocios; en todo caso, la cosecha de 1891 impulsó la economía. Una excelente cosecha de trigo estadounidense coincidió con rendimientos deficientes en Europa, aumento de las exportaciones y la entrada de dinero en efectivo.
El mercado mejorado para los cultivos estadounidenses fue el principal responsable de un breve ciclo de prosperidad en los Estados Unidos que Europa no compartió. El negocio prosperó hasta que comenzaron a aparecer signos de recesión a fines de 1892 y principios de 1893.
El renacimiento comercial de 1891-1892 solo retrasó un ajuste de cuentas inevitable. Si bien los factores internos llevaron a precipitar una importante recesión en los Estados Unidos, la contracción europea operó como un poderoso depresor.
El estancamiento comercial en Europa afectó decisivamente el flujo de fondos de inversión extranjeros hacia Estados Unidos. Aunque la inversión extranjera en este país y la inversión estadounidense en el extranjero aumentaron en general durante la década de 1890, las condiciones comerciales cambiantes obligaron a que los fondos estadounidenses se fueran al exterior y los fondos extranjeros que fluían hacia los Estados Unidos se revirtieran a medida que los estadounidenses vendían sus participaciones extranjeras y los extranjeros vendían sus posesiones de activos estadounidenses.
Inicialmente, la contracción en el exterior obligó a los inversionistas europeos a vender sus participaciones sustanciales en valores estadounidenses, luego la tasa de nuevas inversiones extranjeras cayó. La repatriación de valores estadounidenses impulsó las exportaciones de oro, lo que desinfló la masa monetaria y deprimió los precios.
Una entrada reducida de capital extranjero desaceleró la expansión y puede haber exacerbado el crecimiento decreciente de los ferrocarriles; sin duda, redujo la demanda agregada.
A medida que los inversionistas extranjeros vendían sus tenencias de acciones estadounidenses por dinero fuerte, el metálico abandonaba los Estados Unidos. Los fondos obtenidos a través de la inversión extranjera en empresas nacionales fueron importantes para ayudar al país a cubrir su déficit habitual de balanza de pagos.
La menor cantidad de fondos invertidos, en principios de la década de 1890, fue uno de los factores que, con una balanza de pagos negativa constante, obligó a Estados Unidos a exportar oro casi continuamente desde 1892 hasta 1896. El impacto de la depresión en el extranjero sobre el flujo de capital a este país puede ser inferido de la historia de nuevas emisiones de capital en Gran Bretaña, la fuente de quizás el 75 por ciento de la inversión extranjera en los Estados Unidos.
Así, la recesión que comenzó en 1893 tenía raíces profundas. La desaceleración en la expansión del ferrocarril, el declive en la construcción de edificios y la depresión extranjera habían reducido las oportunidades de inversión y, luego del breve repunte provocado por la excelente cosecha de trigo de 1891, los precios agrícolas cayeron al igual que las exportaciones y el comercio en general. Acosadas por sucesivas contracciones del crédito, muchas empresas esencialmente sólidas quebraron.

## El pánico

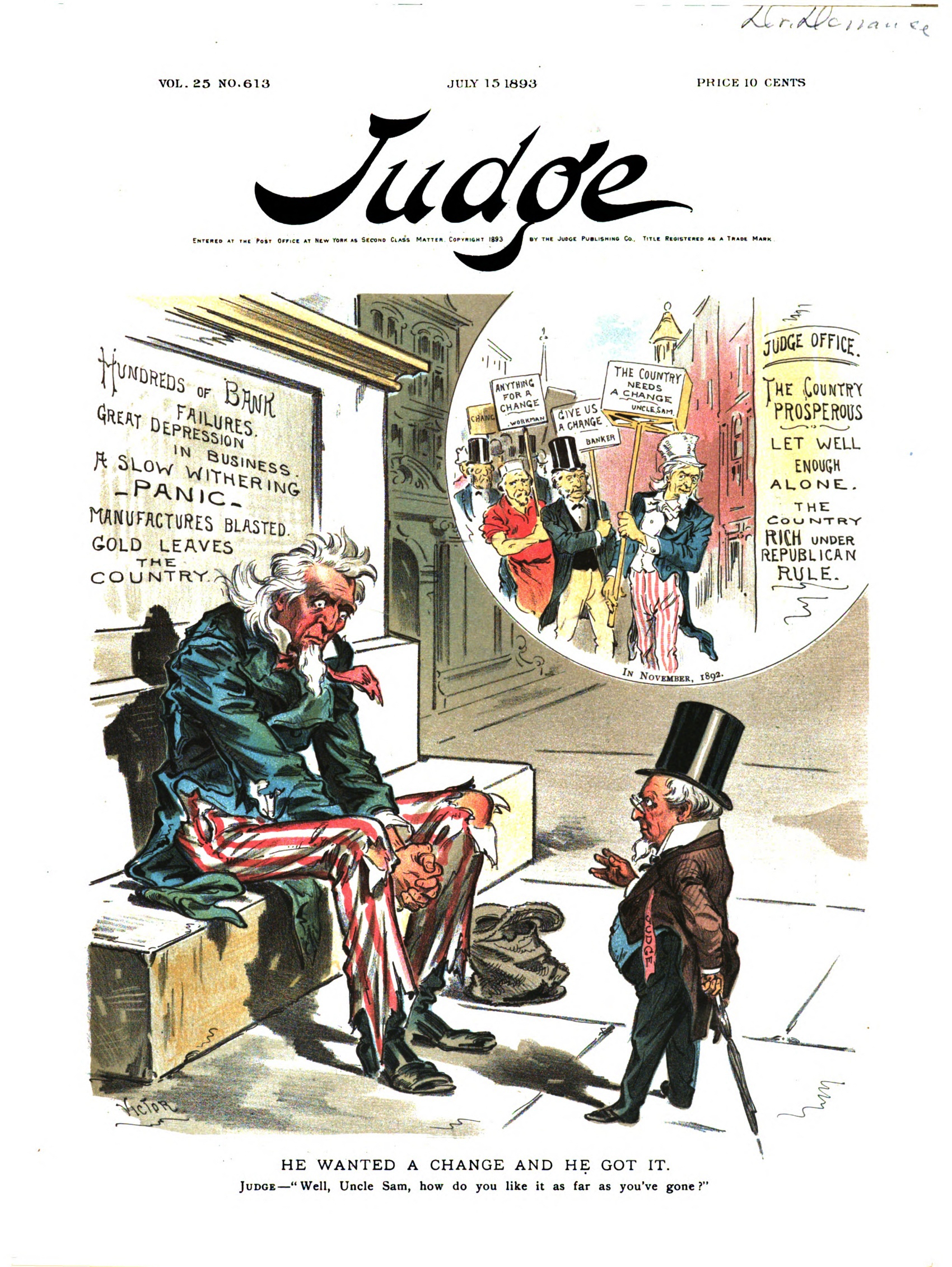
La revista prorepublicana Judge culpó del pánico de 1893 a la victoria demócrata en las elecciones de 1892.

Una de las primeras señales claras de problemas ocurrió el 20 de febrero de 1893, doce días antes de la posesión del presidente estadounidense Grover Cleveland, con el nombramiento de síndicos (liquidadores) para el Ferrocarril Filadelfia y Reading, que se había extendido demasiado. Al asumir el cargo, Cleveland se ocupó directamente de la crisis en el Tesoro y convenció exitosamente al Congreso de derogar el Acta de Compra de Plata Sherman, que en su opinión era la principal razón de la crisis económica.
A medida que la preocupación por el estado de la economía se profundizaba, la gente corrió a retirar su dinero de los bancos, provocando pánicos bancarios. La contracción crediticia se extendió por toda la economía. Asimismo, un pánico financiero en Londres combinado con una caída en el comercio continental europeo hizo que los inversores extranjeros vendieran acciones estadounidenses para obtener fondos estadounidenses respaldados por oro.
Se ha afirmado también que las políticas económicas del presidente Benjamin Harrison fueron un factor que contribuyó a la depresión.
En particular, la apertura de numerosas minas en el oeste de los Estados Unidos condujo a una sobreoferta de plata, lo que llevó a un debate significativo sobre cuánta de esta plata debía acuñarse en monedas (ver más adelante).

## Los populistas
El Partido del Pueblo, también conocido como los "populistas," fue un partido político agrario- populista de los Estados Unidos. Entre 1892 y 1896, jugó un papel fundamental como fuerza de izquierda en la política estadounidense. Tenía el soporte de granjeros enojados en el oeste y el sur de los Estados Unidos. Era muy crítico del capitalismo, especialmente de bancos y ferrocarriles, y se alió con el movimiento obrero.
Creado en 1891 como resultado del movimiento populista, el Partido del Pueblo alcanzó su cenit en las elecciones presidenciales de 1892, cuando su terna de candidatos, compuesta por James B. Weaver y James G. Field, obtuvo el 8,5% del voto popular y ganó cinco estados (Colorado, Idaho, Kansas, Nevada y Dakota del Norte) y en las elecciones a la Cámara de Representantes de 1894 donde consiguieron nueve escaños. Conformado por una coalición de cultivadores blancos pobres de algodón en el sur (especialmente de los estados de Carolina del Norte, Alabama y Texas) y cultivadores de trigo agobiados en los estados de las planicies (especialmente Kansas y Nebraska), los populistas representaban una forma radical de agrarismo, así como una hostilidad hacia las élites, ciudades, bancos, ferrocarriles y el oro.

## Plata
| Tasas de desempleo durante la década de 1890 (las tasas son por 100 personas) | Tasas de desempleo durante la década de 1890 (las tasas son por 100 personas) | Tasas de desempleo durante la década de 1890 (las tasas son por 100 personas) |
| Año                                                                           | Lebergott                                                                     | Romer                                                                         |
| ----------------------------------------------------------------------------- | ----------------------------------------------------------------------------- | ----------------------------------------------------------------------------- |
| 1890                                                                          | 4.0                                                                           | 4.0                                                                           |
| 1891                                                                          | 5.4                                                                           | 4.8                                                                           |
| 1892                                                                          | 3,0                                                                           | 3,7                                                                           |
| 1893                                                                          | 11,7                                                                          | 8.1                                                                           |
| 1894                                                                          | 18,4                                                                          | 12,3                                                                          |
| 1895                                                                          | 13,7                                                                          | 11,1                                                                          |
| 1896                                                                          | 14,5                                                                          | 12,0                                                                          |
| 1897                                                                          | 14,5                                                                          | 12,4                                                                          |
| 1898                                                                          | 12,4                                                                          | 11,6                                                                          |
| 1899                                                                          | 6.5                                                                           | 8,7                                                                           |
| 1900                                                                          | 5,0                                                                           | 5,0                                                                           |

El movimiento por la Plata Libre (Free Silver) surgió de una sinergia entre intereses agrícolas y mineros. Los cultivadores buscaban revigorizar la economía y acabar así con la deflación, que les obligaba a reembolsar los préstamos con dólares cada vez más caros.
Los intereses mineros por su parte buscaban el derecho a convertir la plata directamente en dinero sin mediación de una institución central de acuñación. El Acta de Compra de Plata Sherman de 1890, si bien no cumplía a plenitud con los objetivos del movimiento por la Plata Libre, obligaba al gobierno de los EE. UU. a comprar millones de onzas de plata por encima de lo que requería el Acta Bland-Allison de 1878 (lo que hizo subir el precio de la plata, con el beneplácito de los mineros de plata).
La gente intentó canjear certificados de plata por oro. En última instancia, se alcanzó el límite legal para la cantidad mínima de oro en las reservas federales y ya no fue posible canjear exitosamente por oro los billetes estadounidenses.
Las inversiones durante la época del pánico se financiaban ampliamente por medio de emisiones de bonos con pagos de altos intereses. Rumores sobre las dificultades financieras en la Compañía de Cordaje Nacional (NCC, por sus siglas en inglés), cuyas acciones eran las más negociadas en el momento, llevaron a sus acreedores a pedir el pago inmediato de sus préstamos, y la empresa se declaró en quiebra como resultado. La empresa, fabricante de cuerdas, había intentado acaparar el mercado del cáñamo importado.
Al caer la demanda de plata y de certificados de plata, el precio y el valor de la plata cayeron. Los propietarios se preocuparon por la pérdida del valor nominal de los bonos y muchos de estos se volvieron inútiles.
Sobrevino una serie de quiebras bancarias, y el Ferrocarril del Pacífico Norte, el Ferrocarril de la Union Pacific y la Ferrovía Atchison, Topeka y Santa Fe fracasaron. A esto le siguió la quiebra de muchas otras empresas; en total más de 15.000 empresas y 500 bancos, muchos de ellos en el Oeste quebraron. Según estimaciones elevadas, entre 17 y 19% de la mano de obra quedó desempleada durante el pico del pánico.
El enorme aumento del desempleo, mezclado con la pérdida de los ahorros de toda la vida en bancos quebrados, significó que una clase media alguna vez segura no podía cumplir con sus obligaciones hipotecarias. Como resultado, muchas casas recién construidas fueron abandonadas.

## Efectos

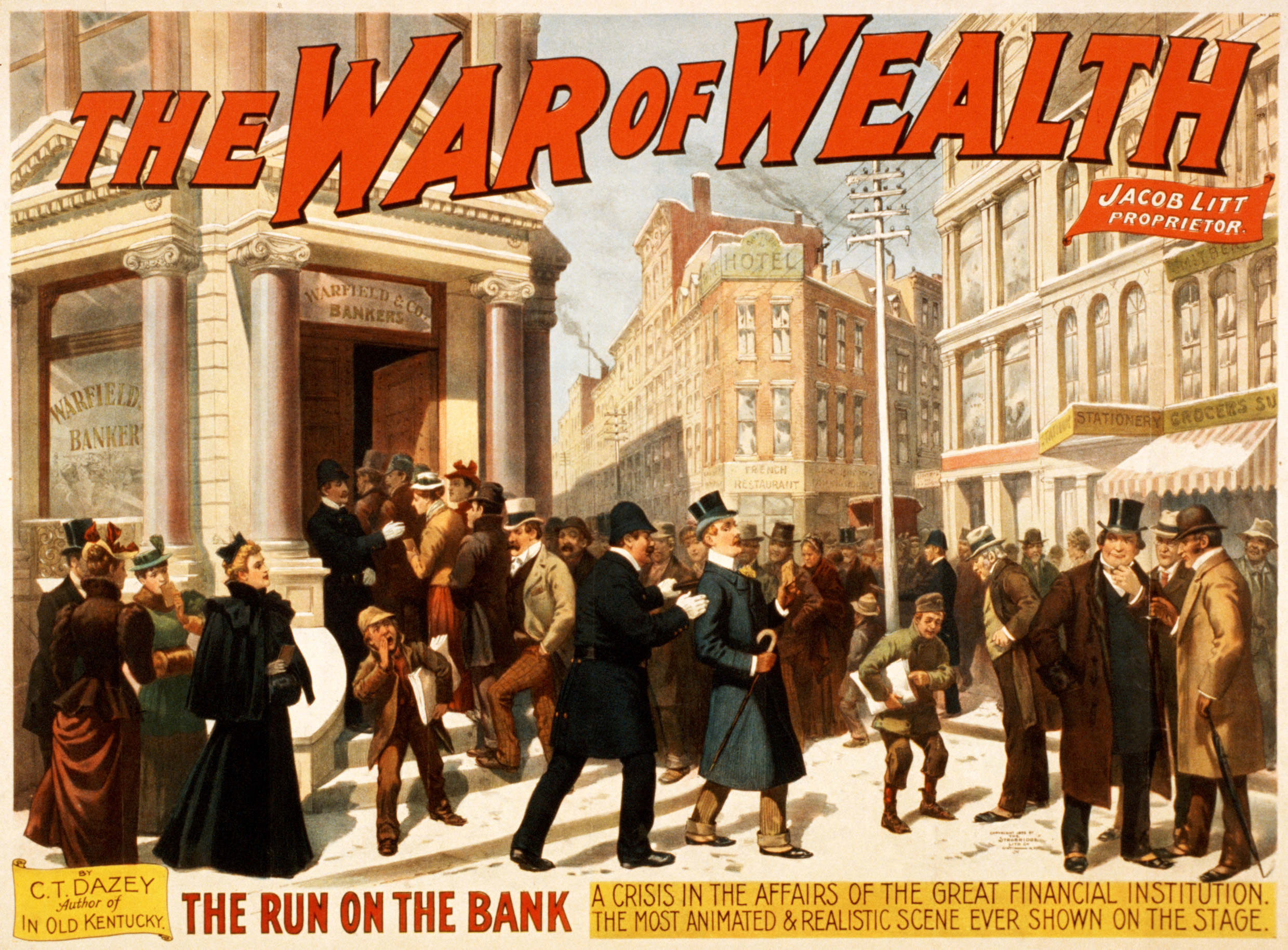
El melodrama de Broadway de 1896 The War of Wealth (La guerra de la riqueza) se inspiró en el pánico de 1893.

Como resultado del pánico, los precios de las acciones disminuyeron. Quinientos bancos cerraron, 15.000 negocios quebraron y numerosas granjas dejaron de operar. La tasa de desempleo llegó al 25% en Pensilvania, al 35% en Nueva York y al 43% en Míchigan. Para ayudar a dar comida a los desamparados se abrieron comedores sociales. Enfrentando la posibilidad de morir de inanición, la gente cortaba leña, rompía piedras o cosía a mano con hilo y aguja a cambio de comida. En algunos casos, las mujeres recurrieron a la prostitución para alimentar a sus familias. Para ayudar a la gente de Detroit, el alcalde Hazen S. Pingree lanzó su "Potato Patch Plan" (Plan de la Huerta de Papas), que creó huertos comunitarios para el cultivo.
Se culpó al presidente Grover Cleveland de la depresión. Las reservas de oro almacenadas en el Tesoro de los Estados Unidos cayeron a un nivel peligrosamente bajo. Esto obligó al presidente Cleveland a pedir un préstamo de $65 millones de dólares en oro al banquero de Wall Street J. P. Morgan y a la familia de banqueros Rothschild de Inglaterra. Su partido sufrió enormes derrotas en las elecciones de 1894, pues se le atribuía en gran medida la espiral descendente de la economía, así como el brutal aplastamiento de la huelga Pullman. Tras su derrota en 1896, los demócratas no volverían a ganar el control de ninguna de las ramas del gobierno federal hasta 1910.

### Transporte

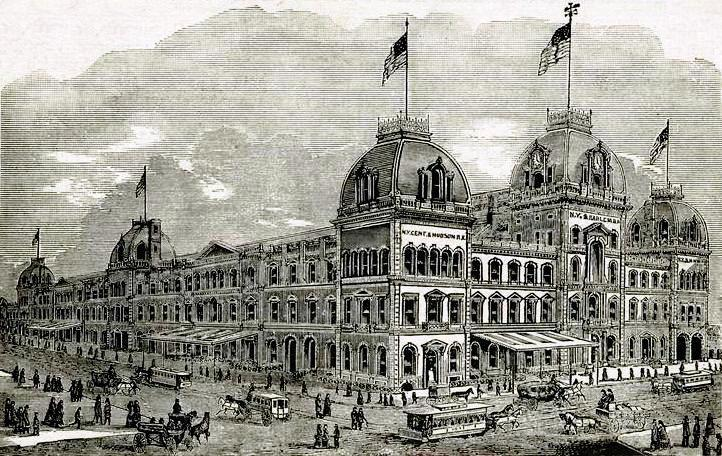
la estación de Grand Central fue un centro importante para el transporte ferroviario, parte importante de la industria del transporte marítimo a fines del.

El pánico de 1893 afectó a muchos aspectos de la industria del transporte, tanto el de ferrocarril como el marítimo, deteniendo la adquisición de barcos y material rodante y reduciendo las tarifas de envío.

#### Fluctuaciones en la inversión ferroviaria después del Pánico de 1893
El mal presagio de los inversores cambiándose de acciones potencialmente volátiles a bonos más estables en 1894 se reflejó en los ferrocarriles en una adquisición más lenta de material rodante. La expansión ferrocarrilera volvió a aumentar en 1895, pero fue detenida en 1897 por otra depresión económica.

#### Quiebra
En 1893, el kilometraje total de los ferrocarriles en los EE. UU. era de 284 537.8 km. En 1894 y 1895, los ferrocarriles se expandieron apenas 6,753.5 km, si bien se agregaron más de 160 000 km de ferrocarril entre 1878 y 1896. En 1893, el año posterior al pánico, una cuarta parte de todo el kilometraje ferroviario se fue a la quiebra. El censo de los EE. UU. situó este valor en cercano a los $1,800 millones de dólares (sin ajustar a la inflación), la mayor cantidad registrada entre 1876 y 1910. Esto correspondía a más de $1,000 millones de dólares (también sin ajustar a la inflación) por encima de la siguiente cantidad más grande, en 1884.

#### Huelga Pullman
En 1894, el Ejército de los Estados Unidos intervino durante una huelga en Chicago para evitar daños a la propiedad. La huelga fue instigada en la compañía Pullman en Chicago cuando se rehusaron a reducir el alquiler en la ciudad de la compañía o a aumentar los salarios de sus trabajadores debido a la creciente presión económica causada por el Pánico de 1893. En tanto la compañía Pullman era una empresa de vagones de ferrocarril, esto solo aumentó la dificultad para adquirir material rodante.

#### Tonelaje mercante estadounidense
La industria marítima de los Estados Unidos no escapó a los efectos del Pánico de 1893. El tonelaje bruto total de la marina mercante registrada empleada en el "comercio exterior y costero y en la pesca", medido por el censo de los Estados Unidos entre 1888 y 1893, creció a una tasa de alrededor del 2,74%. Sin embargo, en 1894 el tonelaje bruto estadounidense disminuyó un 2,9%, y nuevamente en un 1,03% en 1895.

#### Tarifas
En 1894, la tarifa de un bushel de trigo por ferrocarril cayó de 14,7 centavos en 1893 a 12,88 centavos. Esta tarifa siguió disminuyendo, alcanzando una tarifa terminal en 1901 de 9,92 centavos y nunca alcanzó los 12 centavos entre 1898 y 1910.
Entre 1893 y 1894, las tarifas de envío promedio por lago o canal por bushel de trigo disminuyeron en casi 2 centavos, pasando de 6.33 centavos a 4.44. Las tarifas en el cruce transatlántico desde Nueva York hasta Liverpool también disminuyeron, pasando de 2 y 3/8 a 1 y 15/16, pero esto reflejó una tendencia a la baja desde 1891.

## Respuesta a la depresión
Las crisis financieras de 1893 provocó un persistente déficit federal, sometieron a la reserva de oro del Tesoro a una intensa presión y generaron fuertes contraflujos de oro. La tesorería se vio obligada cuatro veces entre 1894 y 1896 a recurrir a emisiones de bonos por un total de $ 260 millones para obtener metais para aumentar la reserva. Mientras tanto, la inversión, los ingresos y las ganancias restringidas significaron bajo consumo, sufrimiento generalizado y, en ocasiones, luchas laborales y políticas explosivas.
En 1895 se produjo un renacimiento extenso pero incompleto.
La economía que surgió de la depresión difería profundamente de la de 1893. La consolidación y la influencia de los banqueros de inversión estaban más avanzadas. La posición comercial internacional de la nación era más ventajosa: las enormes exportaciones de mercancías aseguraron una balanza de pagos positiva. Además, nuevas industrias estaban ascendiendo rápidamente y las manufacturas estaban reemplazando a los productos agrícolas como los productos básicos y las exportaciones del país. La era reveló los contornos de un orden económico industrial-urbano emergente que presagiaba grandes cambios para los Estados Unidos.
Los tiempos difíciles intensificaron la sensibilidad social a una amplia gama de problemas que acompañaron a la industrialización, haciéndolos más severos. Aquellos a quienes la depresión golpeó con más fuerza, así como a gran parte del público en general y de las principales iglesias protestantes, reforzaron su conciencia cívica sobre la reforma monetaria y bancaria, la regulación de los negocios en el interés público y las relaciones laborales. Aunque el liberalismo decimonónico y la tradición de nihilismo administrativo que favorecía seguían siendo viables, la opinión pública comenzó a inclinarse lentamente hacia el activismo y el intervencionismo gubernamentales asociados a las sociedades industriales modernas, erigiendo en el proceso la base intelectual para el impulso reformista que se denominaría El progresismo en la América del siglo XX.
Lo más importante de todo, estas tendencias opuestas en el pensamiento establecen los límites dentro de los cuales los estadounidenses del próximo siglo debatirán las cuestiones más vitales de su experiencia compartida. La depresión fue un recordatorio de las recesiones comerciales, la comunidad por encima de la avaricia y los principios por encima del principal.
Las respuestas gubernamentales a la depresión durante la década de 1890 exhibieron elementos de complejidad, confusión y contradicción. Sin embargo, también mostraron un patrón que confirmó el carácter de transición de la era y aclaró el papel de la crisis empresarial en el surgimiento de la América moderna. Los tiempos difíciles, íntimamente relacionados con los desarrollos que surgieron en una economía industrial caracterizada por unidades comerciales cada vez más vastas y concentraciones de poder financiero y productivo, fueron una gran influencia en la sociedad, el pensamiento, la política y, por lo tanto, inevitablemente, el gobierno. La conciencia y las propuestas de medios para adaptarse a los cambios profundos que acompañan a la industrialización, la urbanización y otras dimensiones de la actual transformación de los Estados Unidos son muy anteriores a la contracción económica de los años noventa.